# Berte Skeel
Berte Skeel, född 1644, död 1720, var en dansk adelsdam, pensionsföreståndare och filantrop. Hon drev en pension för adliga barn och grundade år 1699 Roskilde Adelige Jomfrukloster, som brukar kallas det första jungfruklostret i Danmark.
Berte Skeel var dotter till riksråd Christen Skeel (d. 1659) och Birgitte Rud (d. 1653). Efter sina föräldrars död levde hon hos olika kvinnliga släktingar. Hon blev 1662 gift med Niels Rosenkrantz och fick fyra barn som alla dog unga. Efter makens död 1676 tog hon emot adliga barn av båda könen i pension mot betalning. Berte Skeel var känd för sin välgörenhet: hon ska ha bedrivit utbespisning av fattiga, taget emot hjälpsökande, betalat sina bönders avgifter när de inte kunde göra det själva och inrättat flera olika välgörenhetsstiftelser. 1698 köpte hon i kompanjonskap med Margrethe Ulfeldt godset Sortebrødregaard i Roskilde, och året därpå grundade hon tillsammans med denna ett jungfrukloster, ett hem för adliga kvinnor som inte kunde bli gifta. Det var det första av sitt slag i Danmark.    